# La Villa de Don Fadrique
La Villa de Don Fadrique es un municipio y localidad española perteneciente a la provincia de Toledo, en la comunidad autónoma de Castilla-La Mancha. El término municipal, ubicado en la comarca de La Mancha, tiene una población de 3553 habitantes (INE 2024).

## Toponimia
El entorno de esta villa en la comarca de La Mancha toledana fue repoblada primero por mozárabes y después por los grandes maestres de la Orden de Santiago. En la antigüedad se llamó La Puebla de la Isla por estar rodeada de agua, ya que para ir a cualquier otra población cercana es necesario cruzar un río. Entonces dependía de Corral de Almaguer, hasta que en 1343 el gran maestre de la Orden de Santiago, el infante Fadrique Alfonso de Castilla, se refugió en estas tierras huyendo de su hermanastro Pedro I el Cruel. En estos herbazales y montes de encinas se escondió y encontró ayuda en la población. Agradecido por ello y desde el campamento que cercaba la ciudad de Algeciras, concedió el 25 de abril de 1343 el privilegio de villa y le otorgó el fuero de Sepúlveda. A partir de ese momento pasó a denominarse La Puebla de Don Fadrique, nombre con el que se denominó hasta 1916.

## Geografía
Limita con los municipios de Corral de Almaguer, La Puebla de Almoradiel, Quero, Villacañas y Lillo. El nombre del pueblo honra a Fadrique Alfonso de Castilla, gran maestre de la Orden de Santiago, quien le concedió la "Carta-Puebla" (el documento fundacional y que recogía los fueros y privilegios de la Villa) el 25 de abril de 1343. Antes de esta fecha la población estaba bajo la administración de Corral de Almaguer.
La Villa de don Fadrique se sitúa entre los ríos Cigüela y Riánsares, por lo que en su escudo aparecen dos ríos y fue conocida como La Isla, puesto que para acceder al municipio desde cualquier dirección siempre había que cruzar uno de los ríos o los arroyos que los unen. Edificios de interés son la iglesia de Nuestra Señora de la Asunción, construido en estilo clásico, y la Casa de los Laras.

## Historia

### Datos prehistóricos
La presencia de grupos humanos en los territorios del actual término municipal de La Villa de Don Fadrique se remonta a momentos que podrían encuadrarse en la primera fases del Pleistoceno Superior, identificándose yacimientos con industrias líticas adscritas de forma genérica al Paleolítico Medio (128.000-35.000 B.P.). A pesar de la difícil adscripción concreta de algunos de estos yacimientos paleolíticos, podemos enumerar los sitios donde se han documentado evidencias de estos periodos: Molino Nuevo , Pozo de Zonga, El Monte  y El Castillejo .
Todos estos yacimientos siguen a grandes rasgos unos patrones similares, ya que son yacimientos en superficie, al aire libre, ubicados en suaves terrazas actualmente desmontadas y alteradas por las labores agrícolas, que se sitúan a una distancia de unos 2000-3000 m del cauce actual del Cigüela, en su margen derecha. Los materiales suelen aparecer en contextos geológicos cuaternarios en los que afloran gravas cuarcíticas, aunque la industria se encuentra realizada sobre sílex, exceptuando algunos ejemplares aislados realizados sobre cuarcita.
A priori, teniendo en cuenta la presencia de casi todos los elementos de la cadena operativa, podemos inferir que se trata de sitios de aprovisionamiento y explotación de materia prima. Se aprovechan los nódulos de sílex que se encuentran en los depósitos de gravas cuarcíticas que afloran en los aterrazamientos fluviales del Cigüela. Los conjuntos líticos, aun no habiéndose realizado una recogida sistemática de materiales, son, básicamente, industrias de lascas, con un gran número de lascas y núcleos. La presencia de instrumentos retocados plantea la posibilidad de una actividad más allá de la simple transformación lítica. Dada la proximidad de los yacimientos al principal curso de agua de la zona, es posible que en el entorno se realizasen actividades relacionadas con la caza e, incluso, se encontrasen algunos espacios de hábitat al aire libre. 
En los últimos años está comenzando a cambiar el panorama relativo al Paleolítico en la actual provincia de Toledo, donde, entre otras cosas, no se conocían yacimientos claros del Paleolítico Medio. Los avances en el desarrollo de la Carta Arqueológica de Castilla-La Mancha están comenzando a cambiar el desolador panorama arqueológico relativo a estos periodos. Poco a poco las cuencas del Guadiana y del Záncara y, más al norte del Tajo, comienzan a arrojar luz sobre estos periodos poco conocidos. Harán falta algunos años para caracterizar arqueológicamente estos conjuntos, aunque las últimas aportaciones comienzan a dar sus frutos.
Si la representación de yacimientos del periodo Paleolítico es relativamente abundante y significativa, no podemos decir lo mismo de otros periodos prehistóricos y de época romana. Durante la realización de las prospecciones para la elaboración de la Carta Arqueológica de La Villa de Don Fadrique, no se han localizado yacimientos con evidencias pertenecientes a los periodos comprendidos entre la Edad del Bronce y la Plena Edad Media. Sin embargo, sí que hemos obtenido informaciones orales que nos hablan de la presencia de yacimientos de estos periodos en localizaciones próximas a los límites del término municipal. Un ejemplo lo tenemos en el yacimiento conocido como Villalobillos, situado dentro de los límites administrativos de Corral de Almaguer, pero muy próximo a La Villa de Don Fadrique. En este yacimiento se encuentran evidencias de poblamiento durante la II Edad del Hierro y el periodo Romano. Algo similar ocurre con el despoblado de Bonache, situado, al parecer, en el término municipal de Lillo.
Las prospecciones realizadas en La Villa de Don Fadrique no han arrojado ningún dato sobre una posible ocupación visigoda en su territorio. Del mismo modo, las huellas de la presencia islámica no se han podido detectar arqueológicamente en ninguno de los yacimientos documentados.

### sigloXIII
Las primeras noticias escritas que tenemos en referencia a La Villa de Don Fadrique hacen alusión a los momentos correspondientes a la reconquista y repoblación de los territorios situados al sur del Tajo.
El primer nombre que se conoce de este pueblo es La Puebla de la Isla, una aldea dependiente de la encomienda de Corral de Almaguer. La Puebla de la Isla surge como núcleo poblacional en el entorno de la Laguna del Salobral y de la cabecera de un pequeño arroyo conocido como Arroyo de la Fuente, en una zona llana pero con recursos hidráulicos evidentes. 
El desarrollo de muchos núcleos de población surgidos tras la reconquista en esta zona no se comprende sin hacer mención a la encomienda santiaguista de Corral de Almaguer. La expansión de la Orden en la zona de Corral de Almaguer supuso la dominación de un amplio territorio donde se organiza la explotación de varios cursos fluviales, concretamente los del Cigüela y el Riansares. Esta zona rica en recursos acuíferos, sin duda, contó con una intensa explotación ganadera e hidráulica en una zona plagada de cañadas y fuentes y donde existe una gran presencia de molinos sobre el Cigüela y el Riansares. En el actual término municipal de Villa de Don Fadrique se conserva la referencia a un molino, actualmente desaparecido, sobre el Riansares denominado Molino de Paulés (Ámbito de Prevención B-1). En el Cigüela, aunque fuera de los actuales límites administrativos de Villa de Don Fadrique, se encuentran el Molino del Padre Juan, el Molino de la Vega, el Molino de Doña Sol, el Molino de la Ortiza, el Molino del Novezuelo, el Molino de Botifuera y el Molino de Pringazorras, todos ellos en la Puebla de Almoradiel.
Una vez consolidada la línea del Tajo y toda vez que la frontera se había trasladado más al sur la Orden procedió al control productivo de esta zona fértil, donde la expansión de la huerta y la ganadería es un hecho constatado. Por estas fechas, la Orden procede a la compra sistemática de propiedades en esta zona estratégica del Cigüela, concentrando en sus manos gran cantidad de molinos y zonas de explotación hortofrutícola y agraria vinculadas a éstos. Se produce una feudalización de las actividades productivas, que implica una racionalización y mejor gestión de los recursos.
En 1241, Almaguer disponía de un importante y significativo dominio territorial que llevó a establecer los límites entre este lugar santiaguista y Lillo, aldea de la Guardia. Los límites occidentales llegan muy cerca del actual lugar de Lillo y se extienden por el sur.
En cuanto a los límites de esta encomienda por el sur, estos se establecen en 1237 de acuerdo con los hospitalarios, y se establecen unos mojones que unirían Criptana con Lillo, que es mojón en este acuerdo, estableciéndose una especie de entrada en los territorios santiaguistas que quedaría delimitada por la carrera que une La Puebla de Almoradiel con Quero, siguiendo la orilla del Cigüela y que incluye en manos santiaguistas Miguel Esteban, La Puebla de Almoradiel y la Puebla de la Isla (futura Puebla de Don Fadrique).
En la tradición oral de La Villa de Don Fadrique se transmite que dos pequeños grupos de varones de La Villa de Don Fadrique y Villanueva de Alcardete se unieron a las tropas de Alfonso VIII de Castilla para participar en la batalla de las Navas de Tolosa contra los moros (1212). Su bandera era una imagen de Cristo Crucificado del Consuelo; de ahí que las dos localidades a día de hoy tengan como patrono al Santísimo Cristo del Consuelo.

### sigloXIV
La encomienda de Corral de Almaguer sufrió un proceso de desmembramiento en los inicios del siglo XIV, quizá fruto de un progresivo despoblamiento de la zona, que llevó a la Orden a organizar unidades administrativas más pequeñas y por tanto más fáciles de controlar y de poblar. En este contexto es en el que hay que entender la concesión del privilegio de villazgo a La Puebla de la Isla. En 1343 el gran maestre de la Orden de Santiago, Don Fadrique, a cuyo señorío pertenecía la entonces aldea de Puebla de la Isla, le concedió el 25 de abril el privilegio de villa y le otorgó, para su gobierno, el fuero de Sepúlveda: “Sepan cuantos esta Carta vieren, como Nos Don Fadrique, por hacer merced al Concejo del Lugar de la Puebla de Don Fadrique, que mandamos que sea Villa sobre sí, que no obedezca al Corral de Almaguer, ni à otro Lugar alguno, salvo à Nos el Maestre e à nuestra Orden”. Este fuero suponía algunos privilegios, como tener concejo con dos alcaldes, establecía clases de vecinos: los caballeros y los peones; regulaba la existencia de un mercado semanal los martes; y concedía la exención de portazgo a todos los vecinos en los territorios de la Orden. A partir de este momento, comenzó a conocerse este caserío como La Puebla de Don Fadrique.
La Puebla de Don Fadrique perteneció, un poco más tarde, al denominado Común de La Mancha creado por el infante Don Fadrique, junto a otros pueblos comarcanos como Corral de Almaguer, Miguel Esteban, Puebla de Almoradiel, Quintanar de la Orden, El Toboso y Villanueva de Alcardete. En 1353, el infante y maestre de la Orden de Santiago, Don Fadrique, dispone que los pueblos que están entre los ríos Cigüela y Guadiana formen el Común de La Mancha. En el Común de La Mancha los pueblos se agrupan para poder resolver sus problemas de una manera comunitaria: explotar conjuntamente los pastos de ganado, pagar sus impuestos de una manera equitativa y no tener que hacer grandes desplazamientos para pleitos.

### sigloXV
La nueva villa de La Puebla de Don Fadrique continuó su desarrollo a lo largo del siglo XV. Aunque no poseemos muchos datos, sí sabemos que durante dicho siglo se construyó la Casa de la Torrecilla. El siglo XV castellano estuvo marcado por los enfrentamientos de las distintas facciones de la nobleza por el poder de la dinastía Trastamara. Los fadriqueños decidieron construir un recinto que les sirviera de refugio. Así nació esta casa-fortaleza que todavía hoy se mantiene en pie y conserva parte de su estructura original. En medio de la guerra de sucesión entre Isabel la Católica y Juana la Beltraneja, las tropas del marqués de Villena lideradas por Gonzalo de Villafuerte, partidarios de La Beltraneja, derribaron La Torrecilla en 1475.

### sigloXVI
El siglo XVI fue, sin duda, un siglo esplendoroso en el que un importante programa constructivo cambiaría la fisonomía del casco urbano y daría lugar a un incremento demográfico considerable al calor de la prosperidad de la Orden Militar de Santiago.
La Casa de la Tercia  comenzó a construirse en 1506 por Pedro Naharro y la acabó Fernando del Provencio, el mismo arquitecto que construyó la torre de la Iglesia. Casa de bastimentos y Pósito en un principio, después pasó a utilizarse como edificio donde se guardaba la tercera parte de los tributos en especie cobrados por la Orden. En la fachada, por debajo del alero, conserva el escudo con las armas reales de León y Castilla, por ser en esa época el rey gran maestre de todas las órdenes militares.
Del siglo XVI se conservan algunas construcciones de carácter privado de indudable interés. La Casa de las Llaves es una típica construcción manchega con patio de columnas y corredores altos, cuya portada está labrada en piedra moldurada del siglo XVI. En el centro del dintel luce un escudo con las armas del sacerdocio: la tiara pontificia y dos llaves cruzadas, símbolo de San Pedro. Por encima del conjunto de la portada conserva una artística reja de forja.
Del siglo XVI también es la Casa Parroquial, un edificio construido por la Orden de Santiago, para hospital y albergue de pobres en 1515. La planta baja data de principios del siglo XVI y conserva las dos portadas de piedra que daban acceso a las dos partes en que se dividía, una para hombres y otra para mujeres.
Los dos edificios religiosos cuya construcción se remonta al siglo XVI son: la ermita de Santa Ana  y la iglesia parroquial de Nuestra Señors de la Asunción. 
La ermita de Santa Ana aparece citada por primera vez en la segunda mitad del siglo XVI por los visitadores de la Orden de Santiago. En el siglo XVIII comenzó a surgir alrededor de ella el barrio que lleva su nombre. Fue entonces, en 1776, cuando se renovó para dar cabida al culto que las gentes del nuevo barrio demandaban. Fue saqueada durante la guerra de la Independencia, por las tropas francesas, y también fue arrasada durante la guerra civil española. El edificio actual fue construido a finales de la década de 1960.
La iglesia parroquial de Nuestra Señora de la Asunción data de principios del siglo XVI, aunque se beneficia de numerosas remodelaciones en los siglos posteriores. De la primera época se conserva la mayor parte de la estructura, la portada occidental de estilo gótico tardío y el baptisterio, situado en la base de la torre, que se encuentra cubierto por una bóveda del mismo estilo. La construcción original se acabó en 1537. A principios del siglo XVII según los visitadores de la Orden de Santiago, fue ampliada en la parte de la cabecera, realizando ésta de nueva planta, la sacristía y la capilla del Nazareno. En la segunda mitad del siglo XVIII, probablemente a causa de un incendio fue renovado casi todo su interior en el estilo tardobarroco y neoclásico de la época. De entonces es la obra de la nave central con su bóveda de cañón con lunetos, la capilla de la Inmaculada, la capilla de la Soledad y la portada meridional. En 1777, según se recoge en las Descripciones del Cardenal Lorenzana, se añade a la iglesia parroquial la nueva capilla del Cristo del Consuelo, patrono de la localidad. Se conserva la pila bautismal fechada en 1548, de estilo gótico-plateresco, que fue restaurada en 1999. El actual campanario fue levantado a principios del siglo XX en sustitución de aquel que se encontraba arruinado.
Si el siglo XVI fue una centuria de evidente crecimiento, como demuestran las numerosas obras que se acometen en el casco urbano y el consiguiente crecimiento demográfico, el siglo siguiente evidencia signos de una aguda crisis que se pone de manifiesto en un estancamiento demográfico y en un cierto estancamiento de las construcciones de carácter monumental.

### sigloXVII
Se sabe que en el año 1609 se unen el pósito de grano y alfolí, dos instituciones con el mismo fin: almacenar grano y hacer préstamos de este para los labradores que lo necesitan.
En el año 1617 se registra una plaga de langosta en el monte de La Puebla de Don Fadrique, y en los años 1659 y 1660, se padecen en la zona numerosas enfermedades y las cosechas decrecen notablemente.
En esta centuria se construyen magníficas casonas algunos hidalgos, ennoblecidas por blasones o escudos familiares. La Casa de los Laras  es una típica casa solariega de labor propiedad de hidalgos acomodados, que data de finales del siglo XVII; conserva su patio de columnas y galerías altas, dependencias, corrales, cuadras y bodega. En el exterior muestra una portada barroco-popular de piedra y una buena colección de siete rejas de forja de la época.
Del siglo XVII es también la Casa de los Cortés y Salazar, magnífica construcción propiedad de hidalgos acomodados que un conserva el patio de columnas con corredores altos, una cueva recién restaurada del siglo XVI, la portada y la puerta original de la casa, un conjunto nada desdeñable de rejas de forja y el escudo con las armas de los Cortés y Salazar, un linaje muy importante para la historia local de La Villa de Don Fadrique.

### sigloXVIII
Para el siglo XVIII, los datos disponibles sobre La Puebla de Don Fadrique provienen del Catastro del Marqués de la Ensenada, elaborado entre los años 1750 y 1759. Por esas fechas, el pueblo continúa siendo villa del Rey bajo la administración perpetua de la Orden Militar de Santiago. Superada la pérdida de población del siglo XVII y las consecuencias de la Guerra de Sucesión, la población se recupera.
La estratificación social a mediados de siglo distribuye a la población en las siguientes categorías: 8 eclesiásticos, sacristán, médico, cirujano, 2 albeitares, un sangrador, un boticario, un escribano, un escribano-notario, un preceptor de gramática, un maestro de niños, 23 comerciantes, 7 arrieros, 2 ministros del ayuntamiento, 3 guardas de monte, 3 albañiles, 2 zapateros de nuevo, 3 de viejo, 2 herreros, 2 sastres, 9 pelaires, 2 tejedores, un carpintero, un carretero, 5 hidalgos-labradores. En el año 1787 se sabe que había 7 hidalgos, 150 labradores, 360 jornaleros y 247 criados.
La economía se basa fundamentalmente en la agricultura y en la ganadería, así como en la escasa industria derivada de esos dos pilares. Se produce trigo blanco, trigo tranquillón, centeno, cebada, avena, garbanzo, quijas, lentejas, frijoles, azafrán, anís y cominos. El cultivo más extendido es el de la vid y, en menor proporción, el olivar. Es interesante reseñar que las primeras roturaciones que se realizaron en la dehesa de La Puebla de Don Fadrique se hacen en 1791, por lo que se llamaron Rochas Viejas. Siguieron las Rochas de la Constitución, que pudieron significar un primer intento de reforma agraria, con reparto de tierra a los labradores necesitados de ella, a cambio de un canon que satisfacían al Ayuntamiento.
La ganadería tiene también un papel muy importante dentro de la economía de La Puebla de Don Fadrique. Prima la ganadería lanar, la cría de carneros y de corderos. Más escasa es la ganadería caprina, dada la escasez de monte. También hay ganado porcino. Sabemos que en el término municipal de Villa de Don Fadrique, pastaban unas 23.000 cabezas de ganado lanar a mediados del siglo XVII.
La Casa del Marqués de Mudela  data del siglo XVIII y presenta características semejantes a la Casa de los Laras. Fue propiedad de la familia Parreño, ricos labradores de la Villa, después fue propiedad de la Iglesia y en la desamortización fue comprada por el Marqués de Mudela, cuyo escudo heráldico se conserva en la fachada. En esta misma fachada luce una portada de piedra que da acceso al antiguo oratorio privado que luego fue capilla pública.
Aunque la documentación apunta al siglo XVI la mayor parte de la estructura de la denominada Casa del Conde es del siglo XVIII. Se trata de otra casa solariega que ha sido muy bastardeada con el paso del tiempo, pero que aún conserva cuatro elegantes rejas de forja de las siete que llegó a mostrar, parte del patio de columnas y un brocal de un pozo cos rasgos románicos. 
A finales del siglo XVIII, la decadencia en que se habían sumido las encomiendas de la Orden Militar de Santiago era absoluta, habían perdido completamente su razón de ser y se podrían calificar como entes casi ficticios. 

### sigloXIX
El ocaso del régimen señorial de las Órdenes Militares se encontraba próximo. A lo largo de las primeras décadas del siglo XIX se consuma la supresión jurídica y política del régimen señorial y con él, el de las Órdenes Militares. Económicamente, los procesos de desamortización, si bien no tuvieron los efectos deseados, tuvieron su influencia en la distribución de los bienes rústicos y, por tanto, generaron cambios importantes en la propiedad de la tierra. En La Puebla de Don Fadrique, como en la mayor parte de los pueblos de Castilla, el grueso de las propiedades cae en manos de unas pocas familias con capacidad para adquirir los bienes desamortizados, con lo que se agudizó el desequilibrio social entre los posesores y los trabajadores jornaleros. Muy tímido fue, en consecuencia, el crecimiento de la pequeña y mediana propiedad, así como de las clases medias.
Los datos ofrecidos por el Diccionario de P. Madoz nos permiten reconstruir un interesante panorama de la situación en la que se encuentra La Puebla de Don Fadrique durante la primera mitad del siglo XIX. La Puebla de Don Fadrique pertenece en este momento al partido judicial de Quintanar de la Orden y, su parroquia, a la diócesis eclesiástica de Santiago de Uclés. Sabemos que en La Villa de Don Fadrique había, a mediados del siglo XIX, un oratorio público, probablemente el de la Casa del Marqués  antes citado, y dos humilladeros, uno llamado de San Marcos y otro construido en 1834. Había también por estas fechas escuela dotada con 500 reales para cincuenta niños.
La Puebla de Don Fadrique sufre hasta el último cuarto de este siglo un progresivo descenso demográfico que se corrige al final de la centuria. Las causas de este descenso, general, por otra parte, en el resto de la comarca, obedecen a varios factores de este convulso siglo, pero sobre todo a las catástrofes agrícolas producidas por granizadas, tormentas y plagas de langosta.

### sigloXX
A pesar de la crisis general, las últimas décadas del siglo XIX contemplan un tímido despertar de la comarca a la modernidad que preludia los cambios profundos que se producirán durante el siguiente siglo y que, en La Villa de Don Fadrique, tendrán como corolario el surgimiento, durante las primeras décadas del XX, de algunos de los adelantos del nuevo siglo. La comarca se verá beneficiada por la implantación de mejoras relacionadas con las comunicaciones, tales como la construcción de las primeras carreteras, la instalación de los tendidos telegráficos y, posteriormente, telefónicos, y la progresiva instalación del ferrocarril.
Por lo que afecta a La Villa de Don Fadrique, el ferrocarril Villacañas-Quintanar de la Orden comienza a ser una realidad desde el 20 de enero de 1904, después de inacabables trámites. La línea, que se inaugura el 1 de enero de 1909, tiene un recorrido de 25 km y une los pueblos de Villacañas, La Puebla de Don Fadrique, La Puebla de Almoradiel y Quintanar de la Orden. Por ser de vía estrecha, se le llamó «El Trenillo». La repercusión de esta infraestructura tiene su reflejo en el paisaje urbano de La Villa de Don Fadrique y prodiga la creación de algunas industrias, como las antiguas alcoholeras, cuyas chimeneas e instalaciones aún se mantienen en pie. Las chimeneas de las antiguas alcoholeras  se encuentran al oeste de la localidad. Son tres chimeneas construidas a partir de 1920 con una altura en torno a los 25-30 metros. De típica arquitectura industrial de ladrillo con sabor neomudéjar.
Hasta la reforma de la nomenclatura municipal de 1916 el municipio se llamaba Puebla de Don Fadrique. En dicha fecha su nombre fue modificado por el de Villa de Don Fadrique.
Durante el reinado de Alfonso XIII, bajo el gobierno del General Miguel Primo de Rivera, se construyeron los edificios de las escuelas de los chicos y de las chicas. Son dos sendos edificios de los cuales se conserva la fachada de grandes ventanales y que albergaron a varias generaciones de fabriqueños que allí aprendieron las primeras letras y las principales nociones de cultura general.
Durante la II República, destaca la elección del primer alcalde comunista de toda España, Luis Cicuendez Muñoz al frente de una candidatura comunista-socialista.
En julio de 1932, tuvieron lugar los llamados sucesos de La Villa de Don Fadrique, que es como se conocen los hechos que tuvieron lugar en esta localidad el 8 de julio de 1932, al producirse una huelga durante la siega que acabó derivando en una revuelta campesina de carácter comunista con enfrentamientos y tiroteos entre unos campesinos de la localidad y la Guardia Civil, así como el incendio de eras, maquinaria agrícola y el corte de las telecomunicaciones telefónicas y terrestres (la carretera y el ferrocarril). El balance final fue la muerte de un Guardia Civil y cinco compañeros heridos; un propietario muerto; por parte de los campesinos, dos muertos, más de sesenta detenidos (entre ellos el médico Cayetano Bolívar o el juez Tomás Maqueda) y veintiún heridos. A raíz de estos acontecimientos, se conoce popularmente a la localidad como la pequeña Rusia o Villa de Lenin.
Durante la guerra civil, la aportación de La Villa de Don Fadrique al esfuerzo de guerra había sido más que notable. De sus 5000 habitantes habían sido enviados a los frentes a unas 400 personas. De ellas ya murieron 20 en los combates hasta primeros de febrero de 1937. Un balance posterior a la contienda 1936-1939 daría el no regreso al pueblo de 200 de sus vecinos.
En los primeros meses de contienda (julio, agosto y septiembre de 1936), 42 personas (en su mayor parte propietarios acomodados, miembros de Falange Española o sacerdotes) fueron ejecutadas como repulsa a la sublevación militar y a la "ausencia  operativa de los aparatos coercitivos del Estado". Miguel Beato Sánchez y Francisco López - Gascó, sacerdotes fadriqueños, fueron beatificados en Roma en 2007. Durante la Guerra Civil todo el patrimonio artístico - religioso de La Villa de Don Fadrique fue masacrado: tallas de imaginería religiosa en su mayor parte de estilo barroco, destacando la Imagen del Cristo del  Consuelo o del Milagro, todos los retablos de la Iglesia (en su mayoría de los siglos XVII y XVIII), vasos sagrados y ornamentos litúrgicos de valor incalculable. 
La mayor parte de los hombres que partieron al frente se habían enrolado en el Quinto Regimiento del general Líster formando parte básicamente del Batallón Octubre n.º 1 y del Batallón Luis Carlos Prestes. Después pasarían a formar parte del Ejército Popular Republicano de las diferentes Brigadas Mixtas. La población que quedó en La Villa había contribuido también de forma destacada en los suministros de cereales al Madrid cercado, había remitido a los frentes y de manera regular, cada semana dos camiones de productos alimenticios a través del Socorro Rojo. Al finalizar la guerra la mayor parte de los ejecutados de La Villa de Don Fadrique lo fueron en Quintanar de la Orden y en Ocaña.
Durante la dictadura de Franco, La Villa de Don Fadrique alcanza su cénit poblacional llegando a contar casi 6000 habitantes en 1950-1960. Fue entonces cuando se construyeron los denominados Bloques de los Maestros "San José de Calasanz" para albergar a los maestros que venían a La Villa de Don Fadrique, se reconstruyó de nueva planta sobre las ruinas de la anterior la Ermita de Santa Ana, devastada por las tropas napoleónicas y posteriormente en la guerra civil española.
La población de La Villa de Don Fadrique sufre un importante descenso a partir de los años 60 debido al fenómeno migratorio. Durante la Democracia la población se estabiliza, se lleva a cabo la construcción de importantes infraestructuras que dotaron al municipio de adecuados servicios educativos, sanitarios, culturales y deportivos. Destaca la construcción del Frontón municipal cubierto como obra de carácter exclusivo en relación con los municipios de la comarca. Proliferan hasta hoy las asociaciones de todo tipo que demuestran el carácter participativo de los fadriqueños y su deseo de mantener las tradiciones que han ido forjando su personalidad propia.
Actualmente La Villa de Don Fadrique es un pueblo tranquilo, con un marcado acento acogedor que lo ha caracterizado a lo largo de toda su historia, que afronta el futuro a corto y a largo plazo con las dificultades propias de la despoblación por la falta de trabajo y oportunidades para las familias más jóvenes. Sin embargo, no ha dejado de conocerse como el pueblo del salitre debido a las paredes de gran parte del pueblo.

## Demografía
Cuenta con una población de 3553 habitantes (INE 2024).
| Gráfica de evolución demográfica de La Villa de Don Fadrique entre 1842 y 2021 |
| |
| Población de derecho según los censos de población del INE Población de hecho según los censos de población del INEEn estos censos se denominaba Puebla de Don Fadrique: 1842 y 1857 En estos censos se denominaba La Puebla de Don Fadrique: 1860, 1877, 1887, 1897, 1900 y 1910 |

## Administración

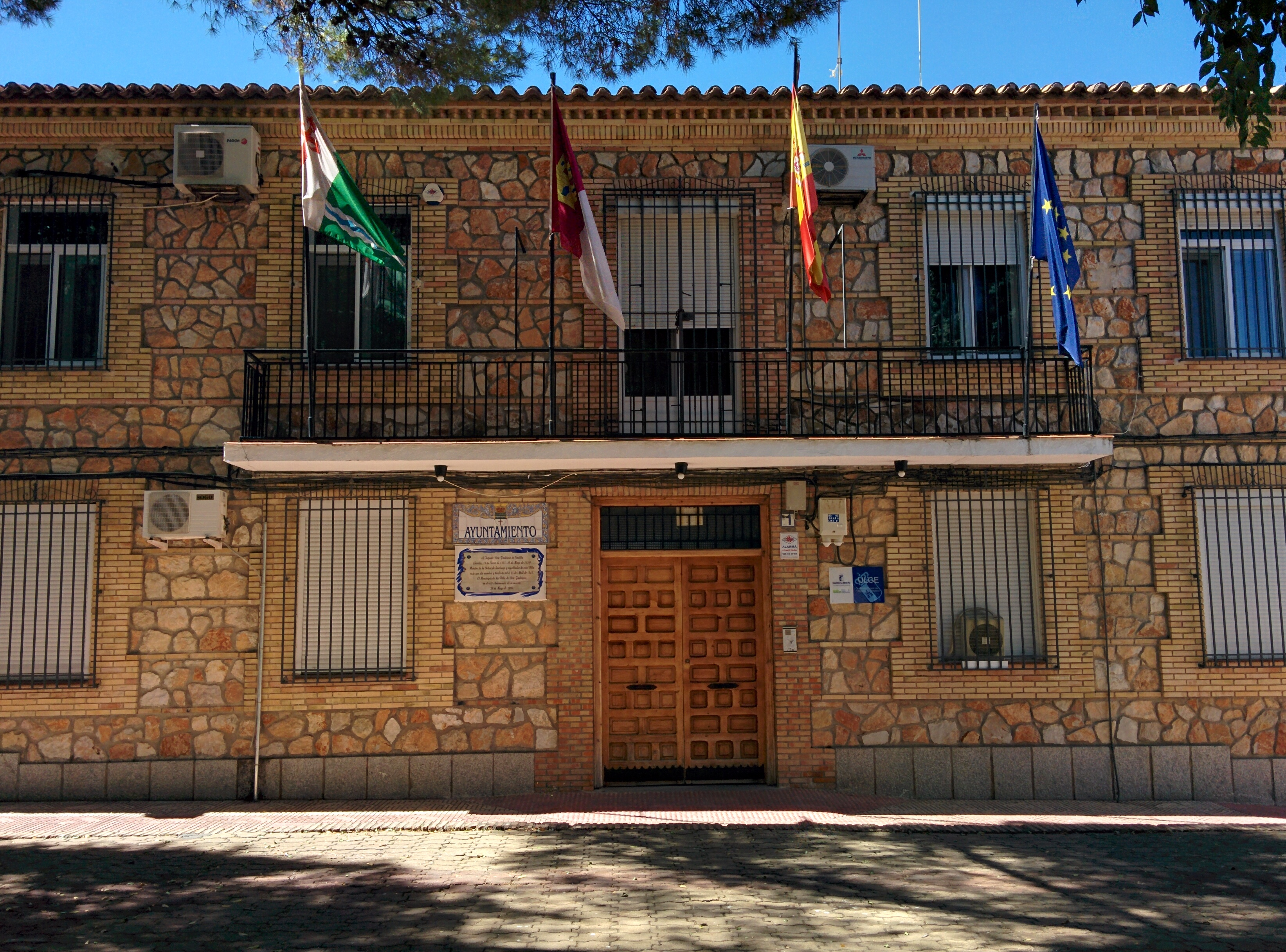
Casa consistorial

La Corporación Municipal está formada por 11 concejales elegidos mediante sufragio universal y con la siguiente distribución: 6 concejales corresponden al PP, 3 a Izquierda Unida, y 2 al PSOE
A lo largo de nuestra democracia estos han sido los diferentes alcaldes y equipos de gobierno:
| Legislatura      | Alcalde                        | Partido político | Concejales |
| ---------------- | ------------------------------ | ---------------- | ---------- |
| 1.ª (1979-1983)  | Pedro Tello Díaz-Maroto        | PCE              | 5          |
| 2.ª (1983-1987)  | Pedro Tello Díaz-Maroto        | PCE              | 5          |
| 3.ª (1987-1991)  | Pedro Tello Díaz-Maroto        | IU               | 6          |
| 4.ª (1991-1995)  | Pedro Tello Díaz-Maroto        | IU               | 5          |
| 5.ª (1995-1999)  | Fernando Manzanero Díaz-Maroto | IU               | 5          |
| 6.ª (1999-2003)  | Fernando Manzanero Díaz-Maroto | IU               | 5          |
| 7.ª (2003-2007)  | Juan Agustín González Checa    | PSOE             | 4          |
| 8.ª (2007-2011)  | Juan Agustín González Checa    | PSOE             | 5          |
| 9.ª (2011-2015)  | Jaime Santos Simón             | PP               | 4          |
| 10.ª (2015-2019) | Jaime Santos Simón             | PP               | 5          |
| 11.ª (2019-2023) | Macarena Aguado Sepúlveda      | PSOE/IU          | 3+3        |
| 12.ª (2023-2027) | Jaime Santos Simón             | PP               | 6          |

## Patrimonio

### Arquitectura

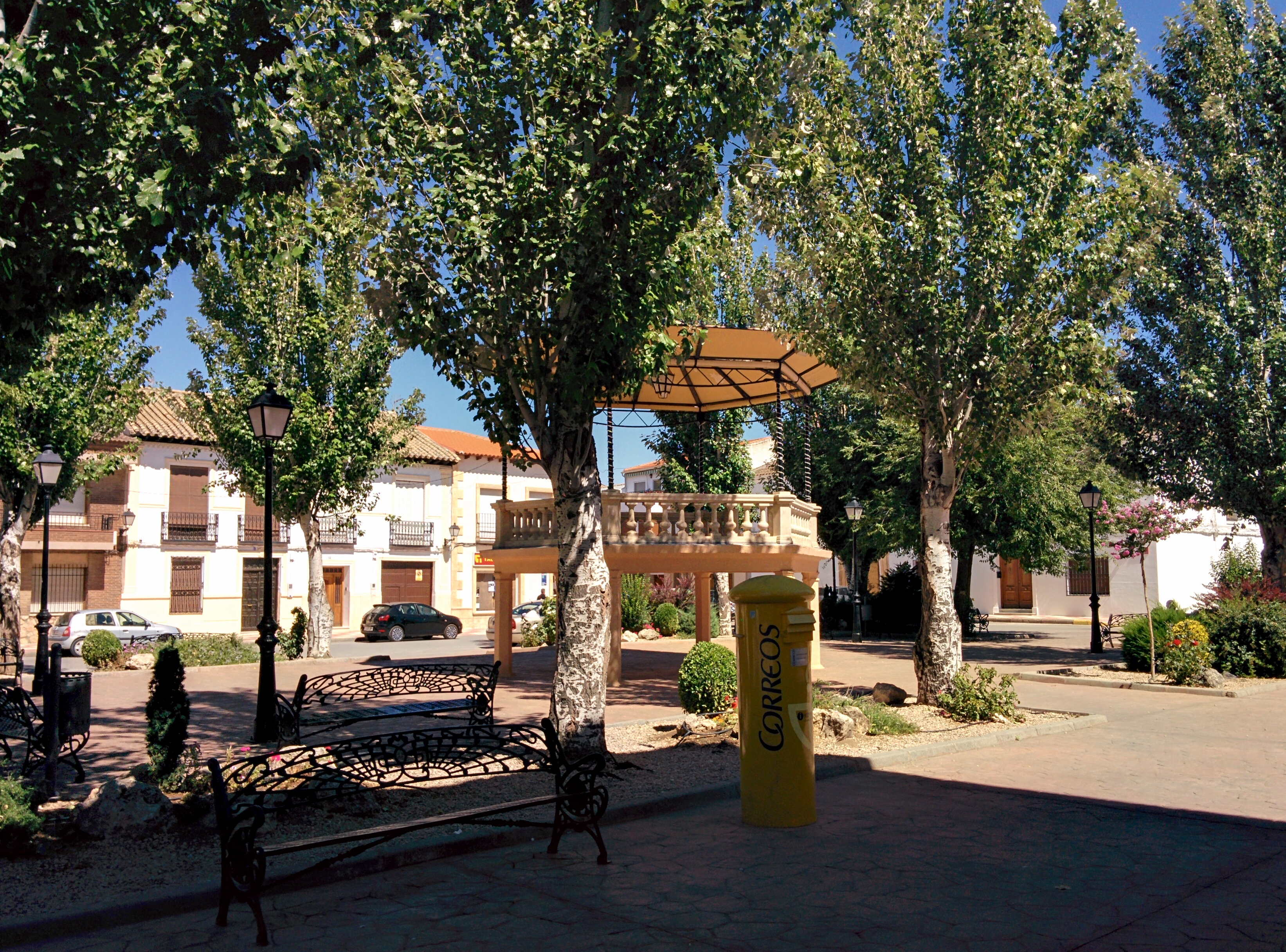
Plaza Mayor

La arquitectura tradicional de La Villa de Don Fadrique pertenece al tipo de construcción utilitaria que se amolda a las necesidades cotidianas generadas por unos modos de vida tradicionales apegados, generalmente, a los usos de la explotación agrícola y ganadera en un entorno natural definido. En los últimos tiempos, la generalización de las transformaciones tecnológicas, sociales y, en consecuencia, culturales, han hecho que este tipo de construcciones, que expresan y se adaptan a un modo de vida concreto, pierdan su sentido y vayan cediendo ante los adelantos de los nuevos tiempos. La vivienda popular manchega, con sus variantes, está en vías de extinción, no solo en cuanto a la estructura del edificio y sus técnicas constructivas sino también a sus distribuciones y fachadas.
Las construcciones de tipo tradicional más características de La Villa de Don Fadrique son los silos ubicados en distintos puntos del término municipal, fuera del casco urbano, pero también se documentan algunas casas de labor y quinterías, chozos y molinos de viento. Dentro del casco urbano, se conservan algunos ejemplos muy notables de casa solariega de tipo nobiliario. 
En la arquitectura popular de La Villa de Don Fadrique los materiales de construcción más empleados han sido la piedra, el barro y la madera. En el esqueleto o estructura de las edificaciones se utilizaba principalmente el muro de carga de tapial, realizado con barro y paja, aunque también es muy frecuente el muro completo de mampostería. En el encamarado, se utilizaba la viga de madera y el cañizo y, en la cubierta, la teja curva de barro cocido. 
El tipo de casona o “casa solariega” en La Villa de Don Fadrique se caracteriza por la sencillez y austeridad típica de la arquitectura castellana, aunque algunos ejemplares muestran en sus fachadas la preeminente situación social de sus propietarios en épocas pasadas, como ocurre con la Casa de los Laras, la Casa del Marqués  y la Casa de las Llaves. 
Generalmente, son construcciones de dos pisos, muy amplias y constan de dos partes diferenciadas en planta y no en altura; la vivienda propiamente dicha y la zona destinada al trabajo y los animales. Ambas se disponen en torno a un espacio abierto, patio en el primer caso, corral en el segundo.
En las casonas principales, el acceso suele ser grande con jambas y dinteles de sillería. Las puertas suelen estar realizadas con madera oscura y ocasionalmente disponen de casetones y adornos de hierro forjado, generalmente clavos ornamentales. Uno o dos escalones dan acceso al zaguán, pues raramente las puertas se encuentran a ras del suelo. Sobre la puerta suele ser usual la presencia de un balcón o gran ventana con rejería de hierro forjado, como ocurre en la Casa de los Laras y en la Casa de las Llaves. En el mismo conjunto de la fachada, se encuentra en ocasiones el escudo de la familia, en caso de ser de origen noble. 
Las ventanas bajas de la casa suelen estar protegidas por rejerías ornamentales de forja que sobresalen de la fachada, las altas, a su vez, suelen ser pequeñas y también disponen en ocasiones de rejas. 
El patio central a modo de claustro suele disponer de columnas más o menos sencillas que emulan modelos clásicos, contando en otras ocasiones con postes o pies derechos de madera. Dichas columnas sustentan la segunda crujía abalconada a modo de corredor y distribuidor de las estancias de la segunda planta. El suelo del patio suele estar también enguijarrado, aunque en la actualidad los propietarios, al haber integrado el patio en la vivienda han sustituido el enguijarrado por suelos de cerámica. No es infrecuente encontrar un pozo o aljibe con acceso desde el patio principal, aunque también puede encontrarse en las estancias subterráneas de la vivienda.
Bajo la casa suele encontrarse la cueva o bodega que sirve de almacén y espacio refrigerado para la conservación de ciertos alimentos. Ocasionalmente, puede encontrarse asociada a un lagar con tinajas para almacenar el vino. Estas cuevas forman a veces complejas redes de galerías.
Anejo al edificio doméstico, se encuentran organizados, en torno a grandes patios abiertos, los almacenes, cuadras, corrales, sarmenteras y habitáculos para guardar los aperos de labranza. Estos patios suelen tener grandes portones de acceso para facilitar el trasiego de las caballerías y de los carros.
Otro tipo de construcción muy frecuente en toda La Mancha, aunque ya fuera de las poblaciones, suelen ser las pequeñas casas de labor, aunque en La Villa de Don Fadrique, junto a estas y cumpliendo la misma función, predominan sobre todo los silos subterráneos o a ras de tierra. Las casas de labor son edificaciones realizadas con zócalo de mampuesto y alzados de tapial, dispersas, situadas junto a los campos de labor y están destinadas a dar cobijo a los trabajadores agrícolas durante los periodos en que tienen lugar los trabajos de mayor duración, especialmente durante las cosechas. La distancia existente entre el núcleo urbano y algunas zonas del término municipal obligaba a pernoctar en estas casas para evitar los largos desplazamientos diarios a pie. 
Las casas de labor suelen ser de planta rectangular con tejado de una sola vertiente, aunque no faltan las de doble caída. La entrada suele situarse en el muro que recibe los vientos templados del sur o el oeste. En ocasiones, la puerta que cierra la entrada consta de una sola hoja de madera que en muchos casos consta de un viejo trillo. En el interior, estas casillas suelen distribuirse en dos espacios bien diferenciados: por un lado, la zona para el descanso de los animales de tiro, que dispone de pesebres corridos a lo largo de una de las paredes, y por otro lado y separada de la anterior por un pequeño tabique a media altura, la zona de descanso para los trabajadores, en la que se encuentran la chimenea y dos lechos. 
Sin duda, la construcción típica de La Villa de Don Fadrique son los denominados silos, cuya denominación se aplica por igual a los almacenes de cereal subterráneos, a las cuevas-refugio de agricultores y animales de tiro y a las construcciones a ras de tierra o semisubterráneas que, realizadas con cubiertas abovedadas, sirven para los mismos fines que las anteriores. 
Del primer grupo, solo se ha podido documentar un ejemplar, el denominado Silo Mancheno. Se trata de un gran silo subterráneo destinado al almacenamiento de cereal que presenta planta rectangular con orientación SW-NE de 3,5 m de ancho por 20 m de largo. El cerramiento superior está resuelto mediante bóveda de cañón que presenta varias aberturas cenitales para descargar el cereal en el interior desde la superficie. Dispone de dos entradas en rampa que se abren en la pared sureste. Las robustas paredes que revisten el hueco que ocupa el silo están realizadas de mampostería trabada con argamasa, al igual que la bóveda, y no disponen de revestimiento alguno. 
El segundo grupo, el de los silos que ejercen funciones de cuevas refugio, se han documentado cuatro ejemplares: el Silo de Flores, el Silo de Urbano, el Silo del Conde  y el Silo del Guarda. Frente a las casas-cueva de tipo residencial, como las que se documentan en el casco urbano de algunos pueblos cercanos como Cabezamesada, las cuevas-refugio se localizan en el campo y tienen una función similar a las casas de labor manchegas, esto es, servir de refugio eventual durante los periodos de cosecha o labranza. Su construcción, o más propiamente su excavación, tiene su origen en la necesidad de buscar abrigo para personas y animales y, generalmente, están dedicadas a tareas agrícolas. 
Los silos subterráneos de La Villa de Don Fadrique suelen presentar, al exterior, un corredor de mampostería cubierto o sin cubrir, a través del cual se accede al umbral. La parte más importante se desarrolla en el subsuelo, de una forma que podríamos definir como orgánica, aunque sujeta a unos parámetros más o menos típicos. En la cueva se aglutinan los espacios para el ganado, el descanso de los trabajadores, las alacenas, vasares y hornacinas, reproduciendo de algún modo, aunque de forma mucho más compleja, el patrón de las casas de labor. Todo el conjunto se encuentra excavado a mano en el sustrato geológico de pequeñas elevaciones o cerros, con o sin refuerzos mediante arcos fajones o pilares artificiales, tan solo enlucidos con cal o un revoco de barro. Las formas predominantes son redondeadas, no hay esquinas angulosas. En uno de los casos, en el Silo de Urbano, llaman la atención los refuerzos de las bóvedas que asemejan las nervaduras apuntadas del gótico. En algunos puntos se encuentran pilares circulares que refuerzan la sujeción de las bóvedas excavadas. De dichos pilares surgen nervios de refuerzo que recorren el techo.
El techo y las paredes se van conformando directamente al vaciar el terreno interior, procurando redondear los techos en forma de arcos y bóvedas, porque son más seguras y evitan el hundimiento parcial del terreno sobre la vivienda. Generalmente se aprovechan terrenos en los que existen fajas o capas de gran espesor de arcillas endurecidas situadas entre dos vetas o capas de suelo más consistente, generalmente rocas calizas, que se transformarán así en el suelo y el techo de las nuevas viviendas.
La gran ventaja de este tipo de hábitat es su magnífico comportamiento térmico, al mantener prácticamente constante su temperatura, hecho que podría explicar su pervivencia en esta zona, donde los inviernos son muy fríos y los veranos muy calurosos.
En la actualidad persiste en muchos pueblos de la península ibérica la vigencia de construcciones excavadas en las laderas de montañas o pequeñas colinas. Son las denominadas casas-cueva, que se localizan en una amplia zona del centro peninsular y la zona costera mediterránea. Pueblos como Cabezamesada, Patera, Guadix o Tielmes acreditan su extensión por Levante, Castilla y Andalucía.
Este tipo de vivienda, tiene su origen en los poblamientos moriscos que se fueron construyendo durante la fase final de la reconquista, y alcanzó su apogeo en los siglos XVIII y XIX, perviviendo en general hasta el primer tercio del siglo XX. No es posible explicar del todo cual es la razón de la elección de este tipo de construcción frente a otras. 
Aparte de los silos subterráneos, existe otro tipo de construcción abovedada realizada sobre el suelo que reproduce de algún modo las formas de algunos de los silos realizados bajo tierra. Ejercen la misma función, pero en este caso, se encuentran realizados con mampostería trabada con argamasa y adoptan en el interior una apariencia similar. De este tipo de construcciones, se documentan, el Silo de las Laderas, el Silo del Baldao  y el Silo del Médico. Todos ellos se realizan con muros de mampostería, tienen plantas cuadradas, rectangulares o en forma de T y las cubiertas son abovedadas, apuntadas o de cañón, con arcos fajones y, como ocurre con el Silo de Las Laderas, con nervaduras que refuerzan y distribuyen las tensiones del techo. Al igual que las casas de labor y los silos subterráneos, disponen de espacios para el descanso con chimenea y cuadras con pesebres para los animales.
Los chozos o bombos son refugios temporales donde pernoctaban y recogían el ganado los pastores, aunque también han sido usados por los agricultores. Suelen estar asociados a encerraderos de ganado, aunque en La Villa de Don Fadrique, el único chozo documentado no presenta esta característica. El Chozo de la Melitona  tiene planta circular realizado en mampostería trabada con argamasa que presenta falsa cúpula por aproximación de hiladas con respiradero en la cúspide. Presenta dos huecos de acceso rematados por arcos de medio punto realizados con bloques de piedra irregulares trabados con argamasa. Al exterior las paredes se encuentran toscamente enlucidas con argamasa. Presenta también un pequeño ventanuco circular. 
Otra manifestación de la arquitectura popular en La Villa de Don Fadrique es el Molino de La Cervanta, asociado a la Quintería del mismo nombre, situada en las proximidades. Se trata de un molino de viento de planta circular de gruesos muros (1 m) realizados en mampostería trabada con argamasa con enlucido exterior. Dispone de una puerta de acceso en el lado oeste y conserva el orificio del eje de la vela del molino orientado al suroeste. Dicho orificio fue posteriormente utilizado como hueco para la entrada y salida de las palomas, pues la estructura fue reconvertida en palomar hace unos 60 años. De hecho, la cubierta de media esfera que actualmente presenta no es la original del molino, fue añadida cuando se convirtió en palomar. En el interior se conservan los casetones para las palomas. El Molino de La Cervanta aparece citado por Madoz a mediados del siglo XIX, y se supone que su construcción se remonta a principios de dicho siglo y dejó de utilizarse como tal antes de 1860, según se recoge en el Nomenclátor de ese mismo año.
El molino se encuentra en las inmediaciones de la Quintería de la Cervanta y está vinculado a ella. Dicha quintería data de principio del siglo XVIII, más concretamente de 1708.

### Yacimientos arqueológicos
Molino nuevo
Este yacimiento del Paleolítico Medio se caracteriza por presentar una dispersión significativa de material lítico realizado fundamentalmente en sílex blanco, aunque también se han identificado algunas piezas en cuarcita. La zona donde se encuentra, al igual que toda una amplia franja de terreno, situada a unos 2 km del cauce del Cigüela, se caracteriza por la abundancia de bolos de cuarcita y ocasionales nódulos de sílex de pequeño tamaño. Es probable que nos encontremos ante una terraza baja desmontada asociada al río Cigüela. La industria identificada se compone de núcleos y lascas, algunas con retoque, en sílex muy desilicificado. También se ha identificado un útil bifacial realizado en cuarcita. Este yacimiento hay que ponerlo en relación con otras concentraciones de industria lítica localizadas en una amplia franja de terreno situada entre el casco urbano y el río Cigüela y que responden a un espacio de frecuentación de grupos humanos durante el Paleolítico.
El yacimiento se encuentra alterado por las labores agrícolas. Los restos de industria lítica se encuentran muy desilicificados y, en muchos casos, afectados por golpes modernos ocasionados por las labores agrícolas.
Pozo de Zonga
El yacimiento se identifica como una dispersión significativa de material lítico realizado fundamentalmente en sílex blanco. La zona donde se encuentra, al igual que toda una amplia franja de terreno, situada a unos 2 km del cauce del Cigüela, se caracteriza por la abundancia de bolos de cuarcita y ocasionales nódulos de sílex de pequeño tamaño. Es probable que nos encontremos ante una terraza baja desmontada asociada al río Cigüela. La industria identificada se compone de lascas simples y retocadas. El yacimiento está en relación con otras concentraciones localizadas en el mismo entorno dentro del término municipal de La Villa de Don Fadrique. Se encuentra muy cerca del yacimiento coetáneo de Molino Nuevo, situado unos 300 m al sureste, y tiene las mismas características también que el yacimiento de El Castillejo y El Monte. Todos ellos contienen elementos que nos remiten a momentos indeterminados del Paleolítico Medio.
El yacimiento se encuentra alterado por las labores agrícolas. Los restos de industria lítica se encuentran muy desilicificados y, en muchos casos, afectados por golpes modernos ocasionados por las labores agrícolas.
El monte
El yacimiento se identifica como una dispersión significativa de material lítico realizado fundamentalmente en sílex blanco, aunque también se identifican algunas lascas en cuarcita. La zona donde se encuentra, al igual que toda una amplia franja de terreno, situada a unos 2-3 km del cauce del Cigüela, se caracteriza por la abundancia de bolos de cuarcita y ocasionales nódulos de sílex de pequeño tamaño. Es probable que nos encontremos ante una terraza baja desmontada asociada al río Cigüela. La industria identificada se compone de núcleos, lascas simples y lascas retocadas. El yacimiento está en relación con otras concentraciones localizadas en el mismo entorno dentro del término municipal de La Villa de Don Fadrique como Molino Nuevo, El Castillejo y El Pozo de Zonga. Todos ellos contienen elementos que nos remiten a momentos indeterminados del Paleolítico Medio.
El yacimiento se encuentra alterado por las labores agrícolas. Los restos de industria lítica se encuentran muy desilicificados y, en muchos casos, afectados por golpes modernos ocasionados por las labores agrícolas.
El Castillejo
El yacimiento se identifica como una somera dispersión de material lítico realizado fundamentalmente en sílex blanco. La zona donde se encuentra se caracteriza por la presencia de bolos de cuarcita y ocasionales nódulos de sílex de pequeño tamaño. La industria identificada se compone de lascas simples y retocadas. El yacimiento está en relación con otras concentraciones localizadas en el mismo entorno dentro del término municipal de La Villa de Don Fadrique. El yacimiento está en relación con otras concentraciones localizadas en el mismo entorno dentro del término municipal de La Villa de Don Fadrique como Molino Nuevo, El Pozo de Zonga y El Monte. Todos ellos contienen elementos que nos remiten a momentos indeterminados del Paleolítico Medio.
El yacimiento se encuentra afectado por las labores agrícolas y es posible que la reciente construcción de la variante de la carretera CM-410 haya alterado parte de este yacimiento. Los restos de industria lítica se encuentran muy desilicificados y, en muchos casos, afectados por golpes modernos ocasionados por las labores agrícolas.
Camino de Lillo I
El yacimiento se encuentra en el paraje conocido como Camino de Lillo y se encuentra junto al camino del mismo nombre, unos 500 m al norte del casco urbano de La Villa de Don Fadrique. Se encuentra junto a la carretera de Lillo CM-3005, al este de la rotonda que enlaza con la variante que bordea el municipio. Se localiza en una elevación del terreno situada al sur de la Zanja de la Veguilla. Los terrenos se encuentran dedicados al cultivo de viñedo.
El yacimiento se identifica como una abundante dispersión superficial de material cerámico y latericio. Los materiales presentes en este yacimiento se corresponden con producciones cerámicas a torno, de cocción oxidante, con acabados alisados, vidriados de color melado con decoraciones en color negro y loza blanca con decoraciones vegetales y geométricas en azul cobalto, amarillo y ocre. Las formas responden a platos, cuencos y ollas. Aparece también abundante teja curva y fragmentos de ladrillo macizo. Los tipos cerámicos y sus decoraciones nos remiten a cronologías situadas en la Edad Moderna. Es posible que en la zona existiese algún caserío o casa de labor ya desaparecida.
Cerro de la soga
El yacimiento se localiza en el paraje conocido como El Cerro de la Horca, que se sitúa a unos 500 m al noroeste del casco urbano de La Villa de Don Fadrique. Se encuentra al este de la Zanja de la Veguilla, en terrenos alomados dedicados actualmente al cultivo de olivos, cereal y viñedo.
El yacimiento se identifica como una abundante dispersión superficial de material cerámico y latericio. Los materiales presentes en este yacimiento se corresponden con producciones cerámicas a torno, de cocción oxidante, con acabados alisados, vidriados de color melado y verde manganeso y loza blanca con decoraciones vegetales y geométricas en azul cobalto y ocre. Las formas responden a platos, cuencos y ollas. Aparece también abundante teja curva y fragmentos de ladrillo macizo. Los tipos cerámicos y sus decoraciones nos remiten a cronologías situadas en la Edad Moderna. Es posible que en la zona existiese algún caserío o casa de labor ya desaparecida.
Solar de la ermita de la piedad
La Ermita de la Piedad, actualmente desaparecida, se encontraba a las afueras del casco urbano, justo en la bifurcación del Camino de Villanueva de Alcardete y la Colada del Camino Provincial, al norte de las antiguas eras del pueblo. Todavía se encuentra rodeada de campos de labor, aunque el casco urbano se encuentra muy próximo.
De la antigua Ermita de la Piedad no se conserva actualmente más que el recuerdo de su ubicación y el solar, que es propiedad del ayuntamiento. No sabemos nada de sus características dado que no se ven en superficie ni siquiera las cimentaciones. Según el testimonio oral de un anciano que vive en un barrio próximo a la ermita, esta dejó de utilizarse hace 60 o 70 años a causa de su avanzado estado de ruina. Esta ermita era objeto de una romería con pasos procesionales a lo largo del recorrido que separaba la Iglesia Parroquial y la localización de la Ermita.

### Arquitectura rústica
Silo Mancheño
Esta construcción subterránea se encuentra situada en el paraje conocido como Silo Mancheno, situado en el extremo noroeste del término municipal de La Villa de Don Fadrique, a unos 500 m al este del cauce del Riansares. Se accede desde la Carretera de Lillo CM-3005, cogiendo un camino que sale a la derecha del PK 5+000. Se encuentra en terrenos cultivados de viñedo, a 200 m al norte de la Casa de Mancheno.
Silo subterráneo de almacenamiento de cereal que presenta planta rectangular con orientación SW-NE de 3,5 m de ancho por 20 m de largo. El cerramiento superior está resuelto mediante bóveda de cañón que presenta varias aberturas cenitales para descargar el cereal en el interior desde la superficie. Dispone de dos entradas en rampa que se abren en la pared sureste. Las robustas paredes que revisten el hueco que ocupa el silo están realizadas de mampostería trabada con argamasa, al igual que la bóveda, y no disponen de revestimiento alguno. En la pared noreste, hay una curiosa hornacina tallada en la roca rematada con arco de medio punto. 
Se encuentra afectado por el abandono y, la parte sur está destruida por la realización de un pozo para regadío.
Silo y casilla del baldao
Se encuentra en el paraje conocido como Cañada Honda, situado a 4,4 km al noreste del casco urbano en línea recta. Se accede a esta construcción a través del Camino de la Lobilla y del Camino del Mojón del Espino. Se encuentra entre campos dedicados al cultivo del viñedo, en zona llana.
Esta construcción engloba dos tipos de estructuras habitacionales diferentes que, sin embargo, se encuentran adosadas una a la otra. Se trata de una casa de labor, todavía en pie, y un silo abovedado, en estado ruinoso, adosado a la anterior. La casa de labor presenta planta rectangular con orientación E-W; los alzado están realizados íntegramente en mampostería trabada con argamasa y la cubierta es de teja curva a dos aguas sustentada por un armazón de pares e hileras de madera. La puerta de acceso se encuentra en la pared sur y, en el interior, se encuentra la típica distribución bipartita que consta de cuadra con pesebres y espacio para el descanso de los trabajadores en el que se encuentran dos lechos en torno a una chimenea adosada a la pared oriental. 
Por su parte el silo se encuentra adosado a la pared oeste de la casa de labor, con la que estuvo conectado por un paso actualmente cegado. El silo, también de planta rectangular, aunque algo más pequeño, se encuentra realizado con mampostería trabada con argamasa y dispone de cubierta abovedada. El desplome total de dicha construcción y la acumulación de escombros, impide describir otras características de este silo.
Silo de flores
El Silo de Flores se encuentra al noreste del término municipal, a 5 km del casco urbano en línea recta. Se accede al mismo a través del Camino de La Cervanta, que parte del casco urbano. Se encuentra enclavado entre campos cultivados de viñedo.
Silo subterráneo que cumple las funciones de refugio para labradores y animales de trabajo. Se encuentra excavado directamente en la roca madre y consta de tres espacios interiores a los que se accede a través de una rampa que desemboca en una puerta rematada por un arco de medio punto de mampostería trabada con argamasa. En el interior hay un espacio distribuidor con un pozo. Desde ese espacio, de accede de frente a las cuadras, que disponen de pesebres adosados a la pared sur, y de un respiradero circular que se abre en el extremo este de la bóveda. A mano derecha del distribuidor se encuentra un espacio de descanso para los trabajadores con chimenea y dos lechos labrados en la roca. La cueva presenta una estructura orgánica, con espacios de esquinas redondeadas y techos abovedados.
Se encuentra abandonado y sufre los desperfectos derivados del paso del tiempo. Sufre desprendimiento parcial de las bóvedas de tierra y la entrada se encuentra parcialmente cegada.
Molino de la Cervanta
El Molino de La Cervanta se encuentra en el extremo noreste del término municipal, a 5,9 km del casco urbano en línea recta. Se accede al mismo desde el casco urbano a través del Camino de La Cervanta. Se encuentra en una zona ligeramente elevada, rodeado de tierras de cultivo de secano.
Molino de viento de planta circular de gruesos muros (1 m) realizados en mampostería trabada con argamasa con enlucido exterior. Dispone de una puerta de acceso en el lado oeste y conserva el orificio del eje de la vela del molino orientado al suroeste. Dicho orificio fue posteriormente utilizado como hueco para la entrada y salida de las palomas, pues la estructura fue reconvertida en palomar hace unos 60 años. De hecho, la cubierta de media esfera que actualmente presenta no es la original del molino, fue añadida cuando se convirtió en palomar. En el interior se conservan los casetones para las palomas. El Molino de La Cervanta aparece citado por Madoz a mediados del siglo XIX, y se supone que su construcción se remonta a principios de dicho siglo y dejó de utilizarse como tal antes de 1860, según se recoge en el Nomenclátor de ese mismo año.
El molino se encuentra en las inmediaciones de la Quintería de la Cervanta y está vinculado a ella. Dicha quintería data de principio del siglo XVIII, más concretamente de 1708.
El antiguo molino de viento fue reconvertido en palomar y actualmente está abandonado. No conserva la maquinaria, aunque en el exterior hay algunas piedras que debieron formar parte del mecanismo interno del molino. Salvando estas alteraciones, el estado general de esta construcción es bastante bueno.
Silo de urbano
El Silo de Urbano se encuentra en el extremo noreste del término municipal, a 5,9 km del casco urbano en línea recta, entre los parajes de La Cervanta y La Pastora. Se accede al mismo desde el casco urbano a través del Camino de La Cervanta. Se encuentra en una zona ligeramente elevada, rodeado de tierras cultivadas de viñedo.
Silo subterráneo que cumple las funciones de refugio para labradores y animales de trabajo. Se encuentra excavado directamente en la roca madre y consta de hasta siete espacios interiores a los que se accede a través de una rampa que desemboca en una puerta enmarcada por un muro frontal de mampostería trabada con argamasa. En el interior hay un espacio distribuidor desde el que se accede a las distintas estancias, que cumplen funciones de zona de descanso y cuadras para los animales de trabajo. El espacio para el descanso de los trabajadores se encuentra en el centro de la cueva y dispone de chimenea y un lecho a cada lado. Junto a la chimenea se disponen varios vasares y hornacinas. La cueva presenta una compleja estructura orgánica, con espacios de esquinas redondeadas y techos abovedados añadidos según las necesidades. Aunque el silo se encuentra parcialmente hundido en algunas partes, hemos podido reconocer hasta cinco habitáculos con pesebres para los animales y dos espacios distribuidores desde los que se abren las distintas galerías. Lo más llamativo de esta cueva son los refuerzos de las bóvedas que asemejan las nervaduras apuntadas del gótico. En algunos puntos se encuentran pilares circulares que refuerzan la sujeción de las bóvedas excavadas. De dichos pilares surgen nervios de refuerzo que recorren el techo. Se encuentra en estado de abandono, con partes completamente desplomadas y otras a punto de hacerlo. Este silo por su complejidad, tamaño y belleza debería ser conservado como muestra sobresaliente de este tipo de construcciones populares.
Chozo de la melitona
Este chozo se encuentra en el paraje conocido como Cerro del Espolón, al que se accede a través del Carril del Espolón. Se encuentra en una zona elevada rodeada de cultivos de cereal y viñedo
Chozo de planta circular realizado en mampostería trabada con argamasa que presenta falsa cúpula por aproximación de hiladas con respiradero en la cúspide. Presenta dos huecos de acceso rematados por arcos de medio punto realizados con bloques de piedra irregulares trabados con argamasa. Al exterior las paredes se encuentran toscamente enlucidas con argamasa. Presenta también un pequeño ventanuco circular. Se encuentra aislado, sin ninguna otra estructura asociada.
Silo del conde
Se encuentra en el límite norte del término municipal, a 7 km al norte del casco urbano en línea recta. Se accede a través del Carril del Silo del Conde, que parte del casco urbano. Se encuentra en una zona alomada, rodeado de campos de viñedo.
Silo subterráneo que cumple las funciones de refugio para labradores y animales de trabajo. Se encuentra excavado directamente en el terreno geológico y consta de hasta siete espacios interiores a los que se accede a través de una rampa con cubierta de bóveda de cañón que desemboca en una puerta enmarcada por un muro frontal de mampostería trabada con argamasa. En el interior hay un pasillo distribuidor desde el que se accede a las distintas estancias, que cumplen funciones de zona de descanso, cuadras con pesebre para los animales de trabajo y zonas de almacén. El espacio para el descanso de los trabajadores se encuentra en una estancia próxima a la entrada y dispone de chimenea y un lecho a cada lado. La cueva presenta una compleja estructura orgánica de habitáculos más o menos grandes, con espacios de esquinas redondeadas y techos abovedados que, en algunos casos, disponen de respiraderos cenitales y refuerzos mediante arcos fajones. En el interior de la cueva, dentro del espacio distribuidor central, se encuentra un pozo adosado a la pared. 
Aunque abandonado, se encuentra en buen estado.
Silo de las laderas
Este silo exento se encuentra en el paraje conocido como Las Laderas, al borde del Camino del Silo del Conde. Está situado en línea recta a 4,6 km al norte del casco urbano de La Villa de Don Fadrique. Se encuentra situado en ladera, en terrenos dedicados al cultivo de vid y cereal.
Silo exento realizado en piedra irregular trabada con argamasa. La planta es en forma de T invertida, con la entrada orientada al sur. El espacio se divide en, una zona con chimenea, destinada al descanso de los trabajadores, que se encuentra nada más entrar, y otra zona de cuadras con pesebres adosados a la pared oeste. La cubierta es abovedada con tendencia ojival y presenta nervaturas y arcos fajones apuntados como refuerzo. Se encuentra casi completamente arruinado, solo conserva en pie algunos muros y parte de la cubierta abovedada que amenaza desplome.
Silo de guarda
Se encuentra en el límite norte del término municipal, a 6,8 km al norte del casco urbano en línea recta. Se accede a través del Carril del Silo del Conde, que parte del casco urbano y se encuentra justamente en el cruce del camino antes citado y del Carril de la Zanahoria. Se encuentra en una zona alomada, rodeado de campos de viñedo.
Silo subterráneo que cumple las funciones de refugio para labradores y animales de trabajo. Se encuentra excavado directamente en el sustrato geológico y consta de cinco espacios interiores a los que se accede desde el sur a través de una rampa con cubierta de bóveda de cañón que desemboca en una puerta enmarcada por un muro frontal de mampostería trabada con argamasa. En el interior, hay un espacio distribuidor desde el que se accede a las distintas estancias, que cumplen funciones de zona de descanso y cuadras con pesebre para los animales de trabajo. Nada más entrar, a izquierda y derecha, dispone de dos espacios enfrentados para el descanso de los trabajadores, cada uno con su chimenea y lechos a los lados. Junto a la chimenea de la derecha se disponen varios vasares y hornacinas. En la parte norte, se encuentran las cuadras con pesebres. Los espacios presentan esquinas redondeadas y techos abovedados. Aunque abandonado, se encuentra en buen estado.
Silo del Médico
Situado en el paraje del mismo nombre, esta construcción se encuentra a 4,3 km al noroeste del casco urbano, junto a un sendero que une el Camino de la Ardosa y el Camino del Puente de la Oveja. Se encuentra en una zona llana ocupada por plantaciones de viñedo.
Se trata de una construcción semisubterranea de planta rectangular, realizada con muros de mampostería trabada con argamasa. La cubierta, totalmente desaparecida, sería abovedada, como deja ver el único arco fajón que se conserva en pie. El acceso se debía realizar por la pared oeste, aunque no se aprecia claramente. El estado ruinoso de la construcción no permite apreciar otras características de la misma. Se encuentra casi completamente arruinado, habiéndose desplomado por completo los techos. Se encuentra rodeado por una gran sarmentera.
La Cervanta
La quintería de La Cervanta se encuentra situada en el extremo nororiental del término municipal de La Villa de Don Fadrique, a 6 km del casco urbano. Se accede a la misma a través del Camino de La Cervanta o del Camino de la Cruz del Niño, que llega directamente a la finca. Se encuentra rodeada de monte y de tierras dedicadas al cultivo de secano.
Gran quintería cuya construcción original se remonta a principios del siglo XVIII, según re recoge en una inscripción a la entrada del edificio. El edificio principal presenta la típica estructuración de las casas residenciales manchegas en torno a un patio central cuadrado con columnas de piedra de estilo dórico y corredores abalconados en la planta superior. Todas las estancias se abran a ese patio central y disponen de ventanas con rejería al exterior. El acceso se realiza a través de un gran portalón de madera. Gran parte de los elementos del edificio se encuentran muy modificados y sustituidos por materiales de construcción modernos, como ocurre con la techumbre. En torno al edificio residencial se encuentran otras construcciones auxiliares relacionadas con las labores agrícolas, tales como cuadras, almacenes, etc. El Molino de viento de La Cervanta se encuentra en relación con este gran complejo agropecuario. La construcción original del siglo XVIII se encuentra muy alterada por las reformas, pero conserva su distribución original.

### Arquitectura religiosa
Iglesia parroquial de Nuestra Señora de la Asunción

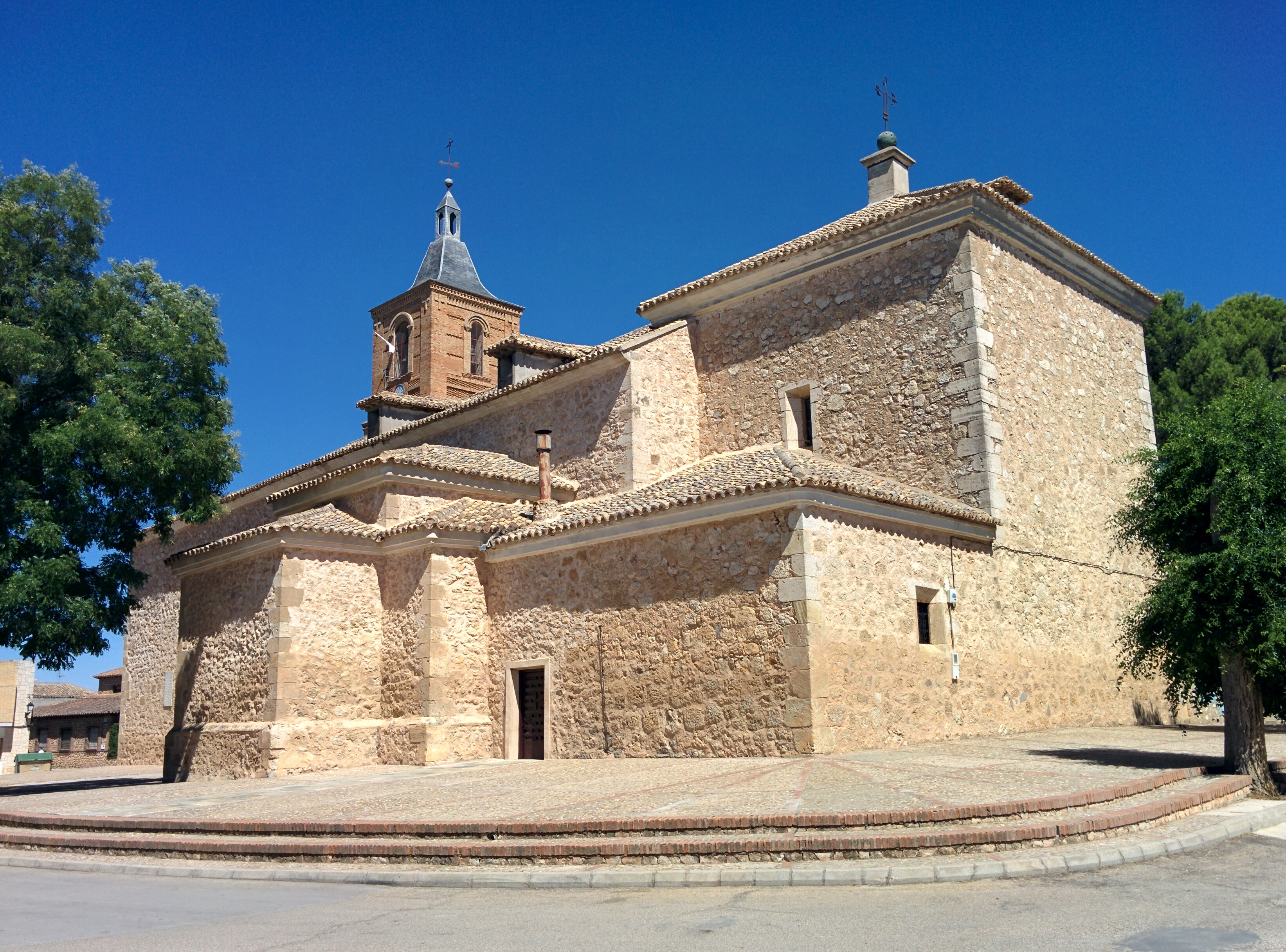
Iglesia de Nuestra Señora de la Asunción

Se encuentra en el casco urbano, presidiendo la Plaza de España, frente al Ayuntamiento y la Casa de la Tercia.
La Iglesia Parroquial de Ntra. Sra. de la Asunción data de principios del siglo XVI, aunque se beneficia de numerosas remodelaciones en los siglos posteriores. De estilo gótico renacentista, se trata de un templo parroquial organizado en una sola nave que se divide en cinco tramos mediante pilares adosados que forman nichos bajo los arcos formeros de la bóveda de cañón con sus correspondientes lunetos. La fábrica general del edificio, exceptuando la torre, se ha ejecutado en mampostería trabada con argamasa con sillares en las esquinas.
La capilla mayor, a la que se accede a través de un arco triunfal de medio punto, se cierra con cúpula de media esfera. En sendos lados del crucero se abren varias capillas.
En el exterior se encuentran dos portadas de acceso. La puerta meridional se encuentra coronada por un arco de medio punto y está enmarcada por pilastras decoradas con bajorrelieves de volutas sobre grandes plintos. Se trata de un monumental orden dórico de columnas sobre un alto basamento que sujeta una cornisa y un orden superior de menor tamaño de pilastras y entablamento que rodea una hornacina y que se corona por un frontón curvo partido en el que se encuentra un escudo de la Orden Militar de Santiago. La portada del piecero es de estilo gótico y actualmente se encuentra muy afectada por el deterioro y la pérdida de algunos importantes elementos escultóricos. Se trata de una puerta abocinada con arquivoltas ligeramente apuntadas que se encuentran sujetas por columnillas con pequeños capiteles góticos con boceles, algunas de las cuales presentan doble capitel en la mitad del fuste. La portada se encuentra flanqueada en sus costados por haces de columnas rematadas por agujas. 
El actual campanario fue levantado a principios del siglo XX en sustitución del anterior que se encontraba arruinado. La torre, que se encuentra adosada a la esquina noroccidental del edificio, se organiza en tres cuerpos, estando los dos primeros realizados en mampostería y ladrillo y, el tercero y más alto, únicamente en ladrillo. Aloja un campanario de un hueco en cada cara con diversos temas decorativos. Se encuentra coronado por un chapitel de pizarra.
De la primera época se conserva la mayor parte de la estructura, la portada occidental de estilo gótico tardío y el baptisterio, situado en la base de la torre, que se encuentra cubierto por una bóveda del mismo estilo. La construcción original se acabó en 1537. La Pila Bautismal, sin embargo, está fechada en 1548 y es de estilo gótico-plateresco; fue restaurada en 1999.
A principios del siglo XVII según los visitadores de la Orden de Santiago, fue ampliada en la parte de la cabecera, realizando ésta de nueva planta, la sacristía y la capilla del Nazareno. 
En la segunda mitad del siglo XVIII, probablemente a causa de un incendio fue renovado casi todo su interior en el estilo tardobarroco y neoclásico de la época. De entonces es la obra de la nave central con su bóveda de cañón con lunetos, la capilla de la Inmaculada, la capilla de la Soledad y la portada meridional. 
En 1777, según se recoge en las Descripciones del Cardenal Lorenzana y en una lápida inscrita en la pared exterior Norte de la Iglesia, se añade al conjunto, con la aportación de todos los vecinos de la villa, la nueva capilla del Cristo del Consuelo, patrono de la localidad. 
Durante el siglo XX, además de la torre-campanario, se adosaron a la construcción algunas estancias auxiliares por la parte norte y se construyó el suelo enguijarrado exterior que rodea la Iglesia por el Oeste, el Sur y el Este.
Capilla del Santísimo Cristo del Consuelo
Esta capilla es digna de una mención especial por su arquitectura ya que se trata de una pequeña "Iglesia" a la que se accede desde la nave principal de la Iglesia Parroquial de Ntra. Sra. de la Asunción por tres arcos de medio punto. Fue construida a espensas de la devoción de todos los vecinos del pueblo y terminada en 1777 según consta en una placa situada detrás del altar mayor. 
Es de arquitectura neoclásica con dos grandes columnas que sostienen la bóveda en cuyas pechinas hay cuatro cuadros al óleo que representan los Padres de la Iglesia de Occidente y que está coronada por un capitel que le da luz. La Capilla está decorada con cinco retablos de nueva fábrica de estilo neobarroco posterior a la guerra civil española. El principal guarda a la Sagrada Imagen del Cristo del Consuelo, patrono de La Villa, obra realizada en madera de nogal por el escultor Pedro Verdugo en Valladolid (1940). La Sagrada Imagen representa a Cristo Crucificado, de perfectas proporciones y con un rostro piadoso y bellísimo. El sagrario de este retablo es de bronce bruñido del siglo XVIII. Además de éste la Capilla posee un retablo del Carmelo con la Virgen del Carmen, Santa Teresa, San Juan de la Cruz y a sus pies la ánimas del purgatorio; un retablo de la Dolorosa con San Pedro y San Pablo a ambos lados; un retablo de San José custodiado por la talla del Divino Cautivo, de una belleza particular, y Cristo Resucitado; finalmente el retablo del Sagrado Corazón de Jesús. Dos elementos a destacar en la decoración de estos retablos es la conservación de todas las "Sacras" con las que se celebraba la Santa Misa antes del Concilio Vaticano II y de todas las banderas de las cofradías y hermandades correspondientes.
Oratorio del Marqués
Ermita y Barrio de Santa Ana
Se encuentra en el casco urbano, presidiendo la Plaza de Santa Ana.

### Arquitectura civil
Tercia Real
Se encuentra en el casco urbano de La Villa de Don Fadrique, en la Plaza de España, junto al Ayuntamiento. Comenzó a construirse en 1506 por Pedro Naharro y la acabó Fernando del Provencio, el mismo arquitecto que construyó la torre de la Iglesia. Casa de bastimentos y pósito en un principio, después pasó a utilizarse como edificio donde se guardaba la tercera parte de los tributos en especie cobrados por la Orden de Santiago y deducibles para la Corona. En la fachada, por debajo del alero, se conserva el escudo con las armas reales de Castilla y de León, acoladas por la Cruz de Santiago, por ser ya a principios del siglo XVI el rey Gran Maestre General de todas las órdenes militares.
Se trata de un edificio de dos alturas y planta rectangular muy alargada que se encontraba exento en su origen y que actualmente se encuentra adosado al edificio que ocupa el Hogar del Jubilado, junto al Ayuntamiento. La construcción es de mampostería trabada con argamasa y sillares en las esquinas. En la fachada que da a la Plaza de España, conserva dos portadas adinteladas de piedra, una de las cuales se encuentra cegada.

### Casas solariegas e hidalgas
- Casa-Fortaleza de la Torrecilla: siglo XV
- Casa Parroquial (Antiguo hospital de la Orden): siglo XVI
- Casa de las llaves: siglo XVI
- Casa de Doña Higinia: siglo XVI
- Casa de los Lara: siglo XVII
- Casa de los Cortés y Salazar: siglo XVII
- Casa del Conde: siglo XVII
- Casa del Marqués de Mudela: siglo XVIII
- Casa de la Médica: siglo XX
- Casa de Don Víctor Jiménez: siglo XX

Casa del Marqués de Mudela
Se encuentra en pleno casco urbano de La Villa de Don Fadrique, en la Plaza Mayor, 17 esquina con la Calle Glorieta.
La Casa del Marqués data del siglo XVIII y presenta características semejantes a la Casa de los Laras. Tiene las características propias de la casa solariega de tipo señorial, articulándose en torno a un patio central con columnas que sustentan un corredor superior. En torno al patio central se articulan todas las estancias de la vivienda. Aparte del patio interior, tiene también un gran patio trasero al que se accede desde la calle a través de una gran portada. La fachada principal, que da a la plaza mayor, es muy austera pero presenta elementos ornamentales como la portada de piedra que daba al antiguo oratorio y el escudo nobiliario. Destaca también la rejería que protege las ventanas exteriores. La casa fue propiedad de los Parreño, una familia de ricos labradores de la Villa, aunque posteriormente fue propiedad de la Iglesia y, durante la desamortización, fue adquirida por el Marqués de Mudela, cuyo escudo heráldico se conserva en la fachada. En esta misma fachada luce una portada de piedra que da acceso al antiguo oratorio privado que luego fue capilla pública.
La casa conserva su estructura original en muy buenas condiciones. Está habitada y sus dueños se encargan de su conservación. La portada de piedra del oratorio sufre desperfectos y desgaste debido a la mala calidad de la arenisca de la que está construida.
Casa de los Lara
Se encuentra en pleno casco urbano de La Villa de Don Fadrique, en la Calle de los Laras, 6. Todo el conjunto se enmarca entre la Calle antes citada, la Calle Padre Torrubia y la Calle Venancio González.
La Casa de los Laras es una típica casa solariega de labor propiedad de hidalgos acomodados, que data de finales del siglo XVII. El edificio principal es de planta cuadrada y dispone de dos plantas articuladas en torno a un patio central con columnas. En torno al edificio residencial se encuentran otras dependencias, así como corrales, cuadras y bodegas, todo ello alrededor de un gran patio posterior al que se accede a través de un portalón trasero. En el exterior muestra una portada adintelada de piedra de estilo barroco-popular y una buena colección de siete rejas de forja de la época.
Casa de las llaves
Típica construcción manchega con patio de columnas y corredores altos. La portada está labrada en piedra muldurada del siglo XVI. En el centro del dintel de la puerta luce un escudo con los emblemas del sacerdocio: la tiara pontificia y dos llaves cruzadas que simbolizan a San Pedro, el primer Papa de la historia, como guardián de las puertas del cielo.
Casa de los Cortés y Salazar
Típico caserón manchego de labradores e hidalgos acomodados con buenas rejas de forma similares en su diseño a las de la Casa de los Laras. En el interior, la vieja "botica", farmacia hasta el año 2012, que conserva todos y cada uno de los detalles de las tres generaciones que han regentado este negocio, como la colección de tarros de parafarmacia en cerámica, dispuestos en rancios anaqueles, que exhiben los sugerentes nombres de las sustancias utilizadas en la farmacopea de otros tiempos, como cuerno de ciervo calcinado, pastillas de liquen, goma tragacanto, chocolate purgante y muchas más, convirtiéndose así en un lugar obligado para el visitante que, al entrar en su recinto, se empapará de la historia farmacéutica de más de un siglo de historia.
Recientemente ha sido rehabilitado su escudo de armas nobiliario en el dintel de la entrada a la farmacia que exhibe su historia ancestral, esculpido en piedra que muestra dos campos rodeados de cruces templarias, uno de campos de gules y otro con 13 estrellas de seis picos y que perteneció a la familia Cortés de Salazar.
Casa del Marqués de Mudela
Data del siglo XVIII y es de características semejantes a la Casa de los Laras. Fue propiedad de la familia Parreño, ricos labradores de La Villa de Don Fadrique, que después pasó a ser de la Iglesia y en la desamortización fue comprada por el Marqués de Mudela. En la fachada que mira al mediodía, luce el escudo heráldico de los propietarios y una portada de piedra que da acceso al antiguo oratorio privado que luego fue capilla pública.

### Las torres de las alcoholeras
Las antiguas alcoholeras de La Villa de Don Fadrique se sitúan en el límite occidental del casco urbano, entre la Calle San Juan y la Calle San Gregorio. Se encuentran, por tanto, en un entorno periurbano, a punto de ser engullidas por la ampliación urbanística. Fábricas para la destilación del orujo de la vid y para la producción de alcohol. Se conservan tres chimeneas construidas a lo largo de la primera mitad del siglo XX. Se trata de una de las muestras del claro poder industrial vinícola que tenía La Villa de Don Fadrique desde su fundación y cuyo relevo lo han tomado las modernas bodegas y cooperativa. Es una típica arquitectura industrial de ladrillo con sabor neomudéjar.
El conjunto industrial de las antiguas alcoholeras consta de varias construcciones entre las que destacan tres chimeneas de ladrillo macizo con una altura en torno a los 25 - 30 metros. El conjunto se adapta a los cánones de la típica arquitectura industrial de ladrillo con estilo neomudéjar. Dos de las chimeneas son de sección cónica y, la tercera, presenta sección octogonal. Todas presentan remates ornamentales geométricos en la cúspide y se levantan sobre un podio de planta cuadrada.
Las chimeneas fueron construidas a partir de 1920 y su ubicación responde a la inauguración unos años antes de la línea ferroviaria que unía Villacañas y Quintanar, pasando por La Villa de Don Fadrique.
El conjunto industrial se encuentra en desuso desde hace décadas y sufre las consecuencias del abandono. Una de las tres chimeneas de ladrillo, la situada en la zona suroeste, sufre una inclinación que amenaza desplome, y todas tienen en su cúspide nidos de cigüeña. Actualmente se está ejecutando una actuación urbanizadora en la zona que amenaza con hacer desaparecer este conjunto industrial de principios del siglo XX.

### Corredor ferroviario Villacañas-Quintanar
La antigua línea Villacañas-Quintanar de la Orden atraviesa el término municipal de La Villa de Don Fadrique de oeste a este, cruzando el casco urbano por su mitad sur. Este ferrocarril comenzó a ser una realidad el 20 de enero de 1904, después de inacabables trámites. La línea, que se inaugura el 1 de enero de 1909 tiene un recorrido de 25 kilómetros y une los pueblos de Villacañas, La Puebla de Don Fadrique, La Puebla de Almoradiel y Quintanar de la Orden. Por ser de vía estrecha se le llamó "El Trenillo". La repercusión de esta infraestructura tiene su reflejo en el paisaje urbano de La Villa de Don Fabrique y prodiga la creación de algunas industrias, como las antiguas alcoholeras, cuyas chimeneas e instalaciones aún se mantienen en pie.
Fuera del casco urbano solo se conserva la plataforma ferroviaria y alguna infraestructura auxiliar como un pequeño puente de hierro. En el casco urbano, sin embargo, sí se conservan las vías y parte del antiguo apeadero. Hoy es una zona ajardinada y de recreo para pasear y descansar.

## Fiestas
- 17 de enero: San Antonio Abad. Misa, procesión y bendición de animales. Reparto del tradicional Saquito de San Antón con cebada o trigo para las bestias.
- 2 de febrero: Candelaria. Con procesión de candelas, portando la Sagrada Imagen las novias del año en curso y dos niños con una tarta y dos pichones para ser ofrecidos en la Misa. Cánticos populares y tradicionales rememorando los pasajes evangélicos.
- 25 abril: Hogueras de San Marcos. Ancestral tradición. Hogueras por barrios para pedir al Santo que no se hielen los viñedos ni las siembras.
- Domingo Resurrección: procesión del Encuentro y tradicionales peleles lanzados a lo alto con antiquísimos cánticos para celebrar la Resurrección de Cristo.
- 15 de mayo: San Isidro. Con verbena, Misa, procesión y bendición de campos.
- Jornadas fadriqueñas: se celebran el último fin de semana de mayo para dar a conocer y potenciar la rica historia local, su patrimonio mueble e inmueble. Mercado medieval, conferencias históricas, exposiciones, espectáculos de época.
- 17 de mayo: fiesta del Milagro del Santísimo Cristo del Consuelo acaecido el 17 de mayo de 1925 y profundamente enraizado en la memoria colectiva de los fadriqueños.
- 26 de julio: Santa Ana. Con verbena en su barrio y Misa en la ermita. Elección de Reina y Damas de las fiestas patronales.Semana cultural y de la juventud.
- 10 al 13 de septiembre: fiestas patronales en honor del Santísimo Cristo del Consuelo, patrono del pueblo. El día 11 es el más importante con Misas solemnes y una multitudinaria procesión donde el Cristo es venerado y acompañado por vecinos y forasteros. Pregón, coronación de Reina y Damas, concursos, espectáculos, exposiciones, deportes, feria, etc.